# Карабюк (ил)
Карабюк (тур. Karabük) – ил на севере Турции.

## География
Ил Карабюк граничит с илами: Зонгулдаком на западе, Болу и Чанкыры на юге, Кастамону на востоке, Бартыном на севере.
Бассейн реки Енидже-Ирмак, Понтийские горы.

## История
В 1993 году ил Карабюк создан из части территории ила Зонгулдак.

## Население
Население: 225 102 жителя по переписи 2009 года, 200 тыс. оценка 2007 года.
Крупнейшие города: Карабюк (100 тыс. жителей в 2000 году), Сафранболу.

## Административное деление

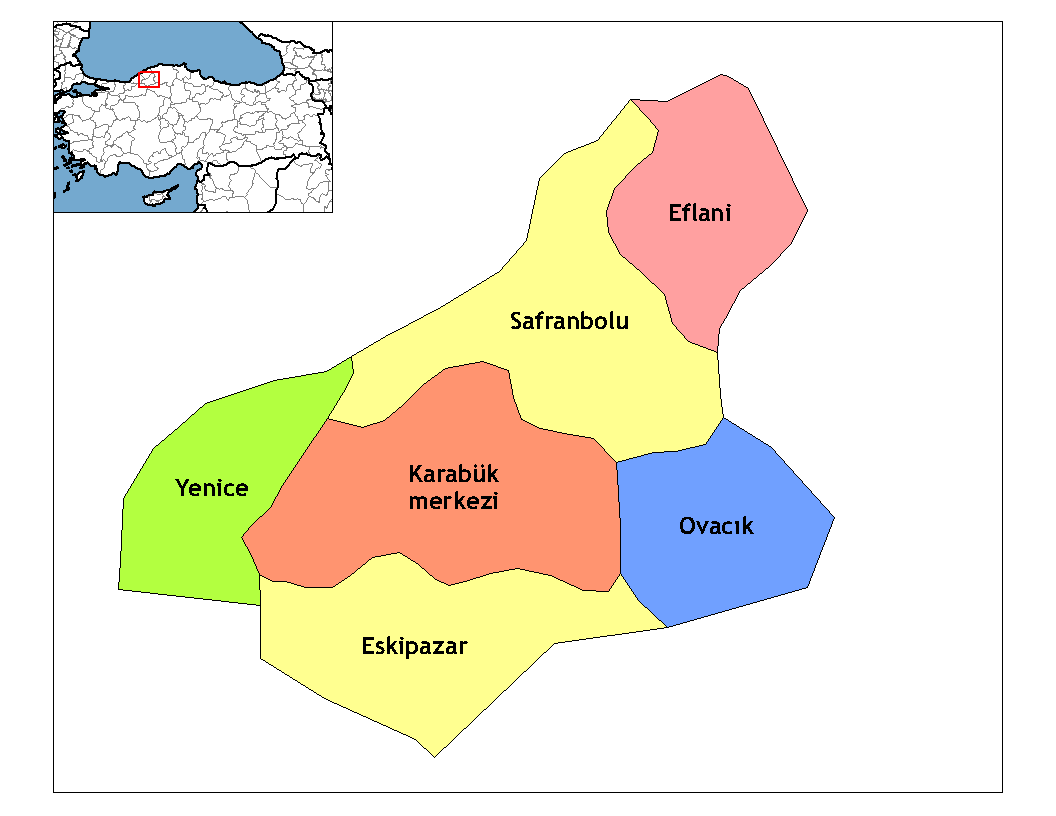

Ил Карабюк делится на 6 районов:
1. Эфлани (Eflani)
2. Эскипазар (Eskipazar)
3. Карабюк (Karabük)
4. Оваджик[англ.] (Ovacık)
5. Сафранболу (Safranbolu)
6. Енидже[англ.] (Yenice)

## Экономика
Основой экономики ила является сталелитейный комбинат в Карабюке, созданный в 1937 году.

## Достопримечательности
- Сафранболу – исключительный пример сохранившейся городской застройки времён Османской империи, ключённый в список Всемирного наследия ЮНЕСКО